# (3927) Feliciaplatt
(3927) Feliciaplatt es un asteroide perteneciente al cinturón de asteroides, descubierto el 5 de mayo de 1981 por Carolyn Shoemaker y por su esposo que también era astrónomo Eugene Shoemaker desde el Observatorio del Monte Palomar, Estados Unidos.

## Designación y nombre
Designado provisionalmente como 1981 JA2. Fue nombrado Feliciaplatt en honor de Felicia Platt, madre del matemático estadounidense John Platt.